# Sternschanze (metropolitana di Amburgo)
Sternschanze è una stazione della metropolitana di Amburgo, sulla linea U3, con connessioni alla stazione di Sternschanze, sulla S-Bahn di Amburgo.